# Karl von Pflanzer-Baltin
Karl von Pflanzer-Baltin est un général austro-hongrois né à Pécs le 1er juin 1855 et mort à Vienne le 8 avril 1925. Commandant des unités austro-hongroises en Albanie en 1918, spécialiste de la guerre de mouvement, il organise une retraite savante qui aboutit à ramener dans les territoires de la double monarchie, les 160 000 soldats qui composent son armée à l'automne 1918.

## Biographie

### Famille
Karl von Pflanzer-Baltin est le fils de Wilhelm Pflanzer, un des cinq juges militaires en temps de paix de l'armée austro-hongroise,fait pair héréditaire de l'empire en 1893. L'oncle de Karl von Pflanzer-Baltin est le capitaine Josef Freiherr von Baltin. Ce dernier meurt sans descendance et transmet à son neveu son titre et ses armes qui prend le nom de Karl von Pflanzer-Baltin à partir de 1898.
Pflanzer-Baltin épouse Hedwige Feger de Mercyfalva et Temes-Zsadány, avec qui il a deux fils tous deux officiers de cavalerie : Arthur Pflanzer-Baltin (né le 23 mai 1888 et mort le 12 avril 1963 sans descendance) et Erwin Pflanzer-Baltin (né en 1893 et mort en 1915 durant la Première Guerre mondiale).

### Formation et carrière militaire
Pflanzer-Baltin intègre l'École de cadets (de) de Maribor et d'Eisenstadt. De 1867 à 1871 il étudie à l'Académie militaire thérésienne à Wiener Neustadt. Au cours de ses années d'études, il croise les futurs généraux Karl von Kirchbach auf Lauterbach et Arthur Giesl von Gieslingen (de). En 1875, il obtient le grade de lieutenant, il est muté au 1er régiment de dragons. En 1877 et 1878, il se forme dans l'école des officiers de Pardubice ; puis de 1878 à 1880 il intègre l'école de guerre dans la section officier d'état-major à Vienne. Après plusieurs postes dans les états-majors, il est muté au 2e régiment de uhlans, puis devient professeur à l'académie militaire. En 1897, il est promu au grade de colonel et dirige l'état-major du 9e corps d'armée. En 1903, il est devientGeneralmajor et nommé à la tête de la 32e brigade d'infanterie. En 1907, il est promu Feldmarschalleutnant et dirige la 4e division d'infanterie à Brno. Il devient ensuite inspecteur général des écoles d'officiers de corps, cette dernière promotion devait un terme à sa carrière.

### Première Guerre mondiale
Le déclenchement de la Première Guerre mondiale relance la carrière de Pflanzer-Baltin, il est nommé général de cavalerie.
Affecté sur le front de l'Est, il participe à la bataille des Carpates (décembre 1914-mars 1915) à la tête d'un "Groupe Pflanzer-Baltin", à partir du mois de mai 1915 la 7e armée austro-hongroise : il reprend la ville de Czernowitz, capitale de la Bucovine, le 17 février 1915, sans parvenir à exploiter davantage ce succès.
Reconnu comme l'un des meilleurs organisateurs militaires de la double monarchie, il est placé à la tête des unités cantonnées dans les territoires de la double monarchie au printemps 1915. Pour lutter contre la démoralisation des soldats et développer l'instruction des troupes envoyées au fronts, il propose un nouveau mode d'instruction des recrues, qui doivent passer trois mois à l'entraînement avant d'être engagées sur le front ; à partir du deuxième mois, il précise que les officiers encadrant les unités seront ceux qui les commandent au front. Il prend ensuite part à l'Offensive de Gorlice-Tarnów. Il devint commandant de la 7e armée austro-hongroise. Confronté à l'offensive Broussilov, il doit reculer, le front dont son armée à la charge étant menacé d'effondrement.
À la suite de cette offensive, il est écarté de la réalité du commandement par la nomination d'un adjoint allemand, Hans von Seeckt ; en effet, sous la pression des succès russes et d'appels à l'aide austro-hongrois, l'Austro-hongrois Conrad von Hoetzendorf, en dépit de ses réticences, doit accepter la mainmise croissante des Allemands sur le commandement. Pflanzer-Baltin fait alors valoir ses problèmes de santé et se retire le 8 septembre 1916.
En 1917 il est nommé au grade de colonel-général par l'empereur Charles et devient inspecteur général de l'infanterie en juillet 1917.
Au mois de juillet 1918, nommé commandant des forces austro-hongroises en Albanie, il met un terme à l'offensive alliée dans cette région, réorganise ses troupes et mène une contre-offensive qui aboutit à la reconquête de localités albanaises à la fin du mois d’août 1918, puis prépare l'attaque de Valona. Mais la nouvelle de la défection bulgare, puis les consignes strictes du quartier général autrichien l'obligent à remettre en cause cette attaque.
Conformément aux ordres reçus, il organise à partir du 30 septembre la retraite de ses unités, et parvient à les ramener en bon ordre dans les frontières de la monarchie austro-hongroise. En effet, tenant parfaitement les unités placées sous ses ordres, il organise un décrochage par étapes de son armée, agencé sur quatre lignes de repli, malgré les actions des partisans serbes, des offensives de l'armée d'Orient, et déjoue les manœuvres des armées alliées par la vitesse de ses manœuvres de retraite. Il parvient à maintenir la discipline au sein de ses 130 000 soldats, en partie en n'informant pas ses unités de la décision de l'empereur-roi de délier les soldats austro-hongrois de leur serment de fidélité.